# Teófila Sasiaín
Teófila Sasiaín Martínez (La Coruña, ¿?- circa, ¿?) fue una pintora, ilustradora y profesora de dibujo española.

## Trayectoria
En su obra predomina la representación de figuras femeninas en una pintura de marcado carácter costumbrista.
La primera referencia existente, de 25 de abril de 1936, es una fotografía suya en primera página publicada en La Voz de Galicia en la que se afirmaba que era una hábil dibujante y alumna aventajada del profesor y académico de Bellas Artes Mariano Izquierdo. La Voz de Galicia publicó en 1939 su cuadro Tarde de toros.
En 1940 obtuvo un premio de dibujo artístico en Liceo de Artesanos de Santa María de Oza. Participó en exposiciones colectivas realizadas en La Coruña a lo largo de toda su vida. Ese mismo año La Voz de Galicia se hizo eco de un retrato que hizo de la aristócrata Piluca Tovar titulado Embeleso, en el que se le reconocía el uso del color.
Participó con dos cuadros, La prueba de la sandía y Maruxiña, en la Exposición Regional de Bellas Artes y Artes Decorativas organizada por la Real Sociedad Económica de Amigos del País de Santiago de Compostela.
Estuvo becada por la Diputación de La Coruña entre los cursos 1944-45 a 1948-49 para realizar sus estudios de pintura en la Escuela Superior de Bellas Artes de San Fernando de Madrid. En 1949 contribuyó con un óleo a la exposición 100 años de arte en Galicia celebrada en La Coruña.
En 1953 fue nombrada profesora de dibujo en el Instituto de Betanzos donde trabajó durante años. Colaboró en la revista local Albor publicada en ese municipio gallego donde publicó un grabado ilustrando Saudade.
Participó en 1953 junto a otros pintores en una Exposición de Artistas Gallegos celebrada en La Coruña.
En 1967 realizó una exposición antológica en las salas de la Asociación de Artistas. En 1969 la I exposición de becarios provinciales en el Palacio Municipal ofrece obra suya junto a otros doce artistas también becados. En la noticia se reconoce su pintura de "clásico vigor".
Se desconoce la fecha de su muerte, si bien fue anterior a la retrospectiva que se le dedicó en 1978.

## Legado
En 1978 se celebró una exposición de su obra como homenaje póstumo en el Centro Asturiano. Figuró en el catálogo de la exposición Homenaje a pintores coruñeses de 1983  y su obra Ojos brujos figura en el catálogo del patrimonio artístico de la Diputación de La Coruña, publicado en 1991.
En 2019 dos obras suyas realizadas en tinta y acuarela tituladas Flores de temporada y Canto a LA Coruña, esta última ilustrando un poema, formaron parte de la exposición colectiva  Dibujantas, pioneras de la Ilustración celebrada en el Museo ABC.